# Лівія Роткірхен
Лівія Роткірхен (Livia Rothkirchen; 2 листопада 1922 — березень 2013) — ізраїльська дослідниця, історик та архівіст закарпатського походження. Вона була авторкою кількох книг про Голокост, зокрема «Знищення словацького єврейства» (1961), першого авторитетного опису депортації та вбивства євреїв Словаччини.

## Молодість і освіта
Роткірхен народилася в єврейській родині у Виноградові в Підкарпатській Русі, яка тоді була частиною Чехословаччини (нині — Україна). Відвідувала гімназію в Хусті. У 1938 році нацистська Німеччина за згодою великих європейських держав анексувала Судетську область Чехословаччини. Карпатська Русь, включно з містечком Великий Севлюш (нині: Виноградів), була анексована Угорщиною в березні 1939 року. Потім Німеччина розчленувала Чехословаччину, замінивши її Протекторатом Богемії та Моравії та номінально незалежною Словацькою державою, яка співпрацювала з нацистами. У всіх трьох регіонах проти єврейських громадян було введено суворі правила, більшість євреїв зрештою були депортовані та вбиті. У травні 1944 року угорська влада депортувала Роткірхен та її родину до концентраційного табору Аушвіц; її батьки не вижили.
Після війни Роткірхен разом із трьома сестрами переїхала до Праги, де вивчала російську та англійську мови та літературу в Карловому університеті, а 1949 року здобула ступінь доктора філософії за дисертацію про англійського драматурга та романіста Дж. Б. Прістлі «Сучасна Англія у світлі п'єс Дж. Б. Прістлі».

## Дослідження
Після переїзду до Ізраїлю в 1956 році Роткірхен приєдналася до співробітників Яд Вашем, офіційного меморіалу Ізраїлю жертвам Голокосту. Вона зробила значний внесок у документування Голокосту, зокрема проблем, пов'язаних із захопленням Німеччиною демократичної Республіки Чехословаччина. Роткірхен вивчала вплив рішень європейських політичних лідерів на суспільство загалом, на лідерів єврейських громад і самих на євреїв, які намагалися врятувати себе та свої родини від знищення.
У 1968 році Роткірхен стала редактором «Досліджень Яд Вашем» (відомих тоді як «Дослідження Яд Вашем про європейську єврейську катастрофу та опір»), і займала цю посаду 15 років, протягом яких вона редагувала томи 7–15. Вона також була авторкою і співавторкою численних статей для журналу, а також написала або відредагувала декілька книг. Ґіла Фатран в реценщії на першу книгу Роткірхен «Знищення словацького єврейства» (1961) писала, що «новаторська й віддана праця, вкладена в неї, відбилася на її якості та точності». За словами історика Майкла Л. Міллера, ця робота, а також остання книга Роткірхен «Євреї Богемії та Моравії: перед обличчям Голокосту» (2005) разом «надають всеосяжну історію Голокосту в колишній Чехословаччині». Остання книга отримала похвалу за те, що вона була однією з єдиних праць на цю тему, доступних англійською мовою, але також критикувалася за надмірне підкреслення ідеї чеської толерантності та представлення однобічного погляду на чесько-єврейські відносини.
У 1973 році Роткірхен отримала премію Макса Нордау з історії Пам'яті дослідниці після її смерті в Єрусалимі в 2013 році було присвячено номер журналу Yad Vashem Studies

## Вибрані праці
- (1961). Hurban Yahadut Slovakyan. Jerusalem: Yad Vashem Press. 
  - (1961). The Destruction of Slovak Jewry. Jerusalem: Yad Vashem Press.
- (1972) ed. Sanbar, Moshe. My Longest Year: In the Hungarian Labour Service and in the Nazi Camps. Jerusalem: Yad Vashem.
- (1976) with Israel Gutman, eds. The Catastrophe of European Jewry: Antecedents, History, Reflections. Selected Papers. Jerusalem: Yad Vashem.
- (1979). Deep-Rooted Yet Alien: Some Aspects of the History of the Jews in Subcarpathian Ruthenia. Fairview, NJ: Carpatho-Rusyn Research Center.
- (2005). The Jews of Bohemia and Moravia: Facing the Holocaust. Lincoln and Jerusalem: University of Nebraska Press and Yad Vashem.